# Уголовный кодекс Азербайджана
Уголовный кодекс Азербайджанской Республики (УК Азербайджана, азерб. Azərbaycan Respublikasinin Cinayət məcəlləsi) — основной и единственный источник уголовного права Азербайджана, устанавливающий преступность и наказуемость деяний на территории Азербайджана.

## История
На территории Азербайджана и Азербайджанской ССР действовали уголовные кодексы от 1922, 1927, 1960 годов.
3 декабря 1927 года введён в действие второй уголовный кодекс Азербайджанской ССР.
8 декабря 1960 года принят третий уголовный кодекс Азербайджанской ССР. Введён в действие с 1 марта 1961 года.
Кодексом было предусмотрено наказание в виде смертной казни путём расстрела по 33 статьям особенной части уголовного кодекса, в том числе за измену родине, шпионаж, изготовление или сбыт поддельных денег или ценных бумаг, убийство, хищение государственного имущества в особо крупных размерах.
Смертная казнь не применялась к лицам, не достигшим 18 лет и беременным женщинам.
Действующий Уголовный кодекс Азербайджана принят 30 декабря 1999 года, и вступил в силу с 1 сентября 2000 года.

## Структура кодекса
Кодекс состоит из Общей (разделы I—VI, главы 1—15) и Особенной частей (разделы VII—XII, главы 16—35). В Общей части рассматриваются основные понятия уголовного законодательства, устанавливаются основания уголовной ответственности и освобождения от неё, общие положения об уголовном наказании и освобождении от него, принудительных мерах лечения, а также особенности уголовной ответственности несовершеннолетних.
Особенная часть включает в себя статьи, описывающие составы конкретных преступлений. Структура Особенной части отражает иерархию ценностей, охраняемых уголовным законом: на первом месте стоят преступления против мира и безопасности человечества и военные преступления, затем преступления против личности, и лишь потом экономические преступления и преступления против общественных и государственных интересов.
В кодекс входят 12 разделов, 35 глав и 353 статей. Разделы следующие:
общая часть
- общие положения
- преступление
- о наказании
- освобождение от уголовной ответственности и наказания
- уголовная ответственность несовершеннолетних
- принудительные меры медицинской природы

специальная часть
- преступления против мира и безопасности человечества
- преступления против личности
- преступления в экономической сфере
- преступления против общественной безопасности и социального порядка
- преступления против государственной власти
- преступления против военной службы

## Особенности кодекса
УК Азербайджана во многом основан на положениях Модельного Уголовного кодекса для государств — участников СНГ; также многие нормы заимствованы из Уголовного кодекса РФ 1996 года. Учтены также и характерные для Азербайджана особенности, связанные с национальными конфликтами: именно это, по мнению В. В. Лунеева, обусловило придание особой важности охране интересов мира и безопасности человечества, а также военным преступлениям.
В кодексе учтено появление новых преступных деяний. Установлена ответственность за эвтаназию, незаконное искусственное оплодотворение, куплю-продажу органов и тканей человека для трансплантации и т. д.
Особенностью кодекса является большое число законодательных определений, содержащихся в диспозициях статей Особенной части.
В кодекс регулярно вносятся изменения, отражающие изменения регулируемых им общественных отношений и появление новых видов и форм общественно опасных деяний.

## Принципы и категории

### Принципы
Кодекс основан на 5 основных принципах:
- принцип законности;
- принцип равенства перед законом;
- принцип ответственности за вину;
- принцип действительности;
- принцип гуманизма.

Категории преступлений
Кодекс делит все преступления на четыре категории:
- преступления, не вызывающие большой общественной опасности;
- менее серьёзные преступления;
- серьёзные преступления;
- тяжкие преступления.

Преступление относится к первой категории, если максимальное наказание за неё не превышает двух лет лишения свободы; ко второй категории, если максимальное наказание за неё не превышает семи лет лишения свободы; к третьей категории, если максимальное наказание за неё не превышает двенадцати лет лишения свободы; к четвёртой категории, если наказание бывает больше двенадцати лет лишения свободы.

### Наказания

#### Виды наказаний
Кодекс (статья 42) определяет 12 видов наказаний:
- штраф;
- лишение прав управления транспортным средством;
- лишение прав занимать определённые должности или заниматься определённой деятельностью;
- общественные работы;
- лишение специального, военного или почётного звания и государственной награды;
- исправительные работы;
- ограничение военной службы;
- принудительная высылка из Азербайджанской Республики;
- ограничение свободы;
- содержание в дисциплинарной воинской части;
- тюремное заключение на определённый срок;
- пожизненное заключение.

Конфискация имущества была определена как своего рода наказание при принятии Уголовного кодекса. Однако это наказание было отменено в соответствии с Законом о внесении изменений от 7 марта 2012 года.

#### Классификация наказаний
Кодекс классифицирует наказания в основные и дополнительные типы.
Основные виды наказаний:
- общественные работы;
- исправительные работы;
- ограничение военной службы;
- содержание  в дисциплинарной воинской части;
- ограничение свободы;
- тюремное заключение на определённый срок;
- пожизненное заключение.

Три вида наказаний применяются только в качестве дополнительных видов наказаний:
1.лишение специального или военного звания, почётного звания или государственной награды;
2.лишение права управлять транспортным средством;
3.высылка из Азербайджанской Республики.
Штраф и лишение права занимать определённые должности или участвовать в определённой деятельности могут применяться как в качестве основных, так и дополнительных видов наказаний.
Самым суровым наказанием, предусмотренным в Уголовном кодексе, является пожизненное заключение.

## Отмена смертной казни
Смертная казнь была официально отменена в Азербайджане в 1998 году. До принятия Уголовного кодекса в 1999 году вступил в силу Уголовный кодекс Азербайджана СССР от 8 декабря 1960 года. Статья 22 Кодекса Азербайджанской Республики регулировала смертную казнь.
Смертная казнь была отменена 10 февраля 1998 года Законом «О внесении изменений и дополнений в Уголовный, Уголовно-процессуальный и исправительно-трудовой кодекс Азербайджанской Республики об отмене смертной казни в Азербайджанской Республике». 22 января 1998 года, Азербайджан присоединился ко второму Факультативному протоколу к Международному пакту о гражданских и политических правах, направленному на отмену смертной казни. После вступления в ЕС 11 декабря 1998 года Национальное собрание приняло Закон о присоединении ко второму Факультативному протоколу. 25 января 2001 года Азербайджан подписал Протокол № 6 к Конвенции о защите прав человека и основных свобод в отношении отмены смертной казни и ратифицировал её 15 апреля 2002 года. Протокол вступил в силу 1 мая 2002 года.

## Амнистия и помилование
Согласно Уголовному кодексу, акты об амнистии принимаются Национальным собранием Азербайджана. В конце февраля 2018 года Национальное собрание приняло последний акт об амнистии 20 мая 2016 года по случаю 28 мая — Дня Республики. Постановления о помиловании подписываются президентом Азербайджана.

## Уголовная ответственность юридических лиц
Закон о внесении изменений в Уголовный кодекс от 7 марта 2012 года ввёл уголовную ответственность юридических лиц. Закон о внесении изменений не вступил в силу после его принятия. В статье 2 Закона о внесении поправок говорится, что уголовная ответственность юридических лиц принимается после принятия соответствующих поправок к Уголовно-процессуальному кодексу и Кодексу исполнения наказаний. Не все уголовные санкции в соответствии с Кодексом могут применяться к юридическим лицам. Кодекс определяет определённые виды преступлений (статьи 144-1, 144-2, 193-1, 194, 214, 214-1, 271—273, 308, 311, 312, 312-1, 313, 316-1 и 316 −2), за которые юридические лица могут быть привлечены к уголовной ответственности. Определяются четыре вида наказаний за преступные деяния юридических лиц:
- штрафы
- специальная конфискация
- лишение прав заниматься определённой деятельностью
- ликвидация юридического лица.

## Уголовная ответственность несовершеннолетних
В Уголовном кодеке рассматриваются «несовершеннолетние», достигшие 14-летнего возраста, но не достигшие 18-летнего возраста. Как правило, лица, достигшие 16-летнего возраста в момент совершения преступления, подлежат уголовной ответственности. Лица, достигшие четырнадцати лет, подлежат уголовной ответственности за совершение следующих преступлений: преднамеренное убийство; преднамеренное причинение тяжкого или менее тяжкого вреда здоровью, похищение человека, изнасилование, насильственные действия сексуального характера, кража, грабёж, вымогательство, незаконная оккупация автомобиля или другого транспортного средства без цели хищения, терроризме, хулиганство, хищение или вымогательство огнестрельного оружия, боеприпасов, взрывчатых веществ, хищение или вымогательство наркотиков или психотропных веществ.
Согласно Кодексу, несовершеннолетним может быть назначено 5 видов наказаний:
- штраф;
- общественные работы;
- корректирующие работы;
- ограничение свободы;
- тюремное заключение на определённый срок.

## Гуманизация системы уголовного наказания
10 февраля 2017 года указ Президента о «Совершенствовании пенитенциарной системы, гуманизации политики наказания и усилении альтернативных наказаний и процедурных принудительных мер» был одобрен. Указ касался декриминализации преступлений, в частности, в экономической сфере;
улучшения условий применения существующих альтернативных приговоров к тюремному заключению.
20 октября 2017 года Национальное собрание одобрило поправки к Уголовному кодексу. Число поправок составило 300. Поправки заключаются в следующем: 15 действий были исключены из Кодекса;был введён новый вид наказания — ограничение свободы и включено в санкции 152 Статьи;4 преступления были перенесены из категории тяжких преступлений в менее серьёзные преступления;18 преступлений были перенесены из категории менее тяжких преступлений в преступления, не вызывающие большой общественной опасности.
Утверждённые поправки в Уголовный кодекс вступили в силу 1 декабря 2017 года. После внесения изменений в Уголовный кодекс Национальное собрание приняло два закона, касающихся соответствующих поправок к Уголовно-процессуальному кодексу и Кодексу исполнения наказаний.